# Región de Kankan
Kankan es una región de Guinea localizada al este del país, limita con los países de Malí y Costa de Marfil, y con las regiones de Nzerékoré y Faranah. Su capital es Kankan. Tiene un área de 72.645 km² y una población de 1.986.329 habitantes (2014).
Excepto el extremo norte —prefectura de Siguiri— que pertenece a la cuenca del río Senegal, el resto de la región de Kankan forma parte de la cuenca del río Níger.
Está formada por las siguientes prefecturas: Kankan, Kérouané, Kouroussa, Mandiana y Siguiri.
- Datos: Q870191